# Michelle Forbesová
Michelle Forbesová (* 8. ledna 1965 Austin, Texas) je americká herečka.
Jako malá se chtěla stát baletkou, na High School for the Performing and Visual Arts v Houstonu se ale začala věnovat herectví a v 16 letech šla poprvé na konkurz. Ačkoliv nebyla vybrána, nakonec podepsala svoji první profesionální smlouvu. Ve svých 22 letech, v roce 1987 obdržela dvojroli v mýdlové opeře U nás ve Springfieldu, kde působila až do roku 1990, a za kterou byla nominována na cenu Daytime Emmy . Poté pokračovala v hraní v divadlech a objevovala se i v malých rolích v seriálech.
V roce 1991 zahrála Forbesová epizodní roli Dary, dcery doktora Timicina, v epizodě „Půl života“ sci-fi seriálu Star Trek: Nová generace. Popularitu si ve stejném seriálu získala jako podporučík a později poručík Ro Laren. Jako Bajoranka Ro se zde objevila v osmi epizodách v letech 1991 až 1994. V této roli měla pokračovat i v následujícím seriálu Star Trek: Stanice Deep Space Nine, kde měla být jednou z hlavních postav. Michelle Forbesová ale tuto nabídku odmítla, neboť se chtěla věnovat filmové kariéře.
Ve filmech začala hrát v roce 1993 a za jednu z prvních rolí ve snímku Kalifornie (1993) byla nominována na Saturn Award. V 90. letech se objevila např. ve filmech Swimming with Sharks, Duel v poušti, Just Looking, Black Day Blue Night nebo Útěk z L.A. Nicméně se vrátila i na televizní obrazovky. Velkou roli měla v letech 1996 až 1998 v seriálu Zločin v ulicích, později se pravidelněji objevovala v seriálech Wonderland (2000), 24 hodin (2002–2003), Battlestar Galactica, Útěk z vězení (oba 2005–2006), V odborné péči či True Blood: Pravá krev (oba od 2008). Za roli Maryanny Forresterové v True Blood byla Michelle Forbesová v roce 2010 nominována na Saturn Award.
Od roku 1990 byla vdaná za novozélandského ilustrátora Rosse Kettlea, se kterým se ale později rozvedla.